# Шарлотта де Бурбон
Шарлотта де Бурбон (фр. Charlotte de Bourbon; 1388 — 15 января 1422) — королева Кипра, титулярная королева Иерусалима и Киликийской Армении.

## Биография
Шарлотта была дочерью графа Жана де Бурбона и Екатерины де Вандом.
В 1411 году Шарлотта вышла замуж за кипрского короля Януса, двумя годами ранее расторгнувшего брак с Англезией Висконти. У Януса и Шарлотты было шестеро детей, выжило четверо:
- Близнецы (1415)
- Жак де Лузиньян (1416—1426)
- Иоанн (Жан) II (III) (16 мая 1418 — 28 июля 1458), король Кипра с 1432, титулярный князь Антиохии
- Анна де Лузиньян (около 24 сентября 1419 — 11 ноября 1462), принцесса Кипра; муж: с 1 ноября 1433 (Шамбери) Людовик I (21 февраля 1402 — 29 января 1465), граф Савойский
- Мария де Лузиньян (1420 — 29 апреля 1437)

Прибытие Шарлотты на Кипр оживило французскую культуру при кипрском дворе, что стало характерной чертой правления Януса. Кипрский двор увлёкся французской литературой и французской музыкой.
Шарлотта умерла в 1422 году от чумы.